# تمساح غرب إفريقيا نحيف الخطم
تمساح غرب إفريقيا نحيف الخطم (الاسم العلمي: Crocodylus cataphractus) (بالإنجليزية: African slender-snouted crocodile)‏ هو نوع من الزواحف من فصيلة التماسيح.